# Напівнеперервна функція

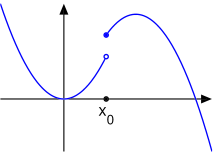
напівнеперервна зверху функція.

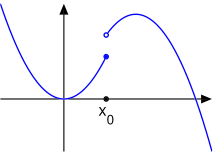
напівнеперервна знизу функція.

Напівнеперервність в математичному аналізі — це властивість функції більш слабка, ніж неперервність. Функція є напівнеперервною зверху в точці, якщо значення функції в близьких точках є близькими або меншими від значення функції в ній. Функція є напівнеперервною знизу в точці, якщо значення функції в близьких точках є близькими або більшими значення функції в ній.

## Визначення
Нехай {\displaystyle X} — топологічний простір, {\displaystyle x_{0}\in X} і {\displaystyle f:X\to \mathbb {R} \cup \{-\infty ,\infty \}} функція зі значеннями у множині розширених дійсних чисел.
Функція {\displaystyle f} називається неперервною зверху (знизу) в точці {\displaystyle x_{0}} якщо для довільного {\displaystyle \varepsilon >0} існує окіл {\displaystyle U} точки {\displaystyle x_{0}}
такий, що {\displaystyle f(x)\leqslant f(x_{0})+\varepsilon ,\;\forall x\in U\quad \left(f(x)\geqslant f(x_{0})-\varepsilon ,\;\forall x\in U\right),} якщо{\displaystyle f(x_{0})>-\infty \quad (f(x_{0})<\infty )}, і {\displaystyle f(x)} прямує до {\displaystyle -\infty \quad (\infty )} коли {\displaystyle x} прямує до {\displaystyle x_{0}} якщо {\displaystyle f(x_{0})=-\infty \quad (\infty )}.
У випадку метричного простору {\displaystyle (X,\varrho )} ці умови можна записати так
{\displaystyle \varlimsup _{x\to x_{0}}f(x)\leqslant f(x_{0})\;\left(\varliminf _{x\to x_{0}}f(x)\geqslant f(x_{0})\right),}
де {\displaystyle \varlimsup } позначає точну верхню границю.
Функція {\displaystyle f} називається напівнеперервною зверху (знизу) на {\displaystyle M\subset X}, якщо вона є напівнеперервною зверху (знизу) для всіх {\displaystyle x_{0}\in M}.
Альтернативно функція є напівнеперервною зверху (знизу) на {\displaystyle X} якщо {\displaystyle \forall \alpha \in \mathbb {R} } множина {\displaystyle \{x\in X:~f(x)<\alpha \}\quad (\{x\in X:~f(x)>\alpha \})} є відкритою.
Ввівши в множині дійсних чисел топологію
{\displaystyle O_{<}:={\Big \{}\left[-\infty ,a\right);a\in \mathbb {R} \cup \{-\infty ,+\infty \}{\Big \}}} для топологічного простору {\displaystyle (X,O)} маємо, що функція {\displaystyle f\colon X\to \mathbb {R} } є напівнеперервною зверху, тоді і тільки тоді коли вона є неперервною в новій топології дійсних чисел: {\displaystyle (X,O)\to (\mathbb {R} ,O_{<})}. Для подібного визначення неперервності знизу для дійсних чисел слід ввести топологію {\displaystyle O_{>}:={\Big \{}\left(a,\infty \right];a\in \mathbb {R} \cup \{-\infty ,+\infty \}{\Big \}}.}
Дані означення можна узагальнити на довільну лінійно впорядковану множину з подібним визначенням топології.

## Приклади
- Ціла частина числа {\displaystyle x\mapsto [x]} є напівнеперервною зверху функцією;
- Дробова частина числа {\displaystyle x\mapsto \{x\}} напівнеперервна знизу.
- Функція Діріхле {\displaystyle f(x)=\left\{{\begin{matrix}1&x\in \mathbb {Q} \\0&x\in \mathbb {R} -\mathbb {Q} \end{matrix}}\right.} є напівнеперервною зверху в усіх раціональних точках і напівнеперервною знизу в ірраціональних.
- Функція :{\displaystyle f(x)={\begin{cases}\sin(1/x)&{\mbox{if }}x\neq 0,\\1&{\mbox{if }}x=0,\end{cases}}}

є напівнеперервною взверху в точці x = 0.
- Індикатор {\displaystyle \mathbf {1} _{U}} довільної відкритої множини {\displaystyle U\subset X} є напівнеперервною знизу функцією.
- Індикатор {\displaystyle \mathbf {1} _{V}} довільної замкнутої множини {\displaystyle V\subset X} є напівнеперервною зверху функцією.
- Нехай {\displaystyle y'=F(x,y)\,,\quad y_{0}=y(x_{0})} — система звичайних диференціальних рівнянь (y — вектор порядку n). Нехай функція F визначена на множині {\displaystyle E\subset \mathbb {R} ^{n+1}} і для кожної точки {\displaystyle (x_{0},y_{0})\in E} існує єдиний максимальний розв'язок системи рівнянь {\displaystyle y(x)}, визначений на проміжку {\displaystyle w_{-}<x<w_{+}.} Числа {\displaystyle w_{-},w_{+}} загалом залежать від початкових умов і можна визначити функції {\displaystyle w_{-}(x_{0},y_{0}),w_{+}(x_{0},y_{0})\;(x_{0},y_{0})\in E.} Тоді функція {\displaystyle w_{-}(x_{0},y_{0})} є напівнеперервною зверху на множині E, а функція {\displaystyle w_{+}(x_{0},y_{0})} є напівнеперервною знизу на множині E[1].

## Властивості
- Функція є неперервною тоді й лише тоді коли вона є одночасно напівнеперервною зверху і знизу.
- Якщо {\displaystyle f\colon X\to \mathbb {R} } є напівнеперервною зверху, то функція -f є напівнеперервною знизу і навпаки.
- Нехай {\displaystyle f,g:X\to \mathbb {R} } є дві напівнеперервні знизу (зверху) функції. Тоді їх сума {\displaystyle f+g} також напівнеперервна знизу (зверху). Якщо напівнеперервні зверху функції є невідємними в точці то їх добуток теж буде напівнеперервним зверху.
- Якщо {\displaystyle f,g} — напівнеперервні зверху функції дійсної змінної і g також неспадна, то функція {\displaystyle f\circ g} є також напівнеперервною зверху.
- Межа монотонно зростаючої (спадної) послідовності напівнеперервних знизу (зверху) в точці {\displaystyle x_{0}} функцій є напівнеперервною знизу (зверху) функцією в {\displaystyle x_{0}}. Більш точно, нехай дано послідовність напівнеперервних знизу (зверху) функцій {\displaystyle f_{n}:X\to \mathbb {R} ,\;n\in \mathbb {N} } таких, що {\displaystyle f_{n+1}(x)\geqslant (\leqslant )f_{n}(x)\;\forall n\in \mathbb {N} \;\forall x\in X.} Тоді якщо існує межа {\displaystyle \lim \limits _{n\to \infty }f_{n}(x)=f(x)\;\forall x\in X,} то {\displaystyle f} напівнеперервна знизу (зверху).
- Якщо {\displaystyle u:X\to \mathbb {R} } і {\displaystyle v:X\to \mathbb {R} } є напівнеперервні функції відповідно знизу і зверху, і на всьому просторі виконано

{\displaystyle -\infty <v(x)\leqslant u(x)<\infty ,\;x\in X,}
то існує неперервна функція {\displaystyle f:X\to \mathbb {R} }, така що
{\displaystyle v(x)\leqslant f(x)\leqslant u(x),\;x\in X.}
- Нехай дано компактну множину {\displaystyle K\subset X.} Тоді напівнеперервна знизу (зверху) функція {\displaystyle f:K\to \mathbb {R} } досягає на {\displaystyle K} свого мінімуму (максимуму).
- Теорема Віталі — Каратеодорі.  Якщо {\displaystyle \mu } — невід'ємні міра на {\displaystyle \mathbb {R} ^{n}}, то для будь-якої {\displaystyle \mu }-вимірної функції {\displaystyle f:\mathbb {R} ^{n}\to \mathbb {R} } існують дві послідовності функцій {\displaystyle \{u_{k}\}_{k=1}^{\infty }} і {\displaystyle \{v_{k}\}_{k=1}^{\infty }}, що задовольняють умовам:

1. {\displaystyle u_{k}} — напівнеперервні знизу, {\displaystyle v_{k}} — напівнеперервні зверху,
2. кожна функція {\displaystyle u_{k}} є обмеженою знизу, кожна функція {\displaystyle v_{k}} — зверху,
3. послідовність {\displaystyle u_{k}} незростаюча, послідовність {\displaystyle v_{k}} неспадна,
4. {\displaystyle v(x)\leqslant f(x)\leqslant u(x),\;x\in \mathbb {R} ^{n},}
5. {\displaystyle \lim \limits _{n\to \infty }u_{n}(x)=\lim \limits _{n\to \infty }v_{n}(x)=f(x),\;\;} {\displaystyle \mu }-майже всюди.
6. якщо для {\displaystyle E\subset \mathbb {R} ^{n}} функція {\displaystyle f} є інтегровною за Лебегом на {\displaystyle E}  ({\displaystyle f\in L(E)}), то також {\displaystyle u_{k},v_{k}\in L(E)} і

{\displaystyle \lim \limits _{n\to \infty }\int _{E}u_{n}d\mu =\lim \limits _{n\to \infty }\int _{E}v_{n}(x)d\mu =\int _{E}f(x)d\mu .}